# Ga Seokchon
Ga Seokchon (Tiếng Hàn: 석촌역, Hanja: 石村驛) là ga tàu điện ngầm trên Tàu điện ngầm Seoul tuyến 8 và Tàu điện ngầm Seoul tuyến 9 ở Songpa-daero, Songpa-gu, Seoul.

## Lịch sử
- 22 tháng 11 năm 1996: Bắt đầu kinh doanh với việc khai trương Tàu điện ngầm Seoul tuyến 8
- 1 tháng 12 năm 2018: Trở thành ga trung chuyển với việc khai trương Tàu điện ngầm Seoul tuyến 9 [1]

## Bố trí ga

### Tuyến số 8 (B2F)
| Jamsil ↑ |
| \| N/B   |
| ↓ Songpa |

| Hướng Bắc | ● Tuyến 8 | ← Hướng đi Jamsil · Cheonho · Guri · Byeollae      |
| Hướng Nam | ● Tuyến 8 | → Hướng đi Chợ Garak · Jangji · Bokjeong · Moran → |

### Tuyến số 9 (B4F)
| Seokchon Gobun (Địa phương) ↑ Liên hợp thể thao (Tốc hành) ↑ |
| E/B W/B \|                                                   |
| ↓ Công viên Olympic (Tốc hành) ↓ Songpanaru (Địa phương)     |

| Hướng Tây  | ● Tuyến 9 | Địa phương · Tốc hành | ← Hướng đi Sân bay Quốc tế Gimpo · Gaehwa        |
| Hướng Đông | ● Tuyến 9 | Địa phương · Tốc hành | → Hướng đi Bệnh viện cựu chiến binh Trung ương → |

| Tuyến và hướng                                                                 | Chuyển tuyến nhanh |
| ------------------------------------------------------------------------------ | ------------------ |
| Tuyến 9 (Hướng Gaehwa) → Tuyến 8 (Hướng Byeollae)                              | 4-4                |
| Tuyến 9 (Hướng Gaehwa) → Tuyến 8 (Hướng Moran)                                 | 3-3                |
| Tuyến 9 (Hướng Bệnh viện cựu chiến binh Trung ương) → Tuyến 8 (Hướng Byeollae) | 1-1                |
| Tuyến 9 (Hướng Bệnh viện cựu chiến binh Trung ương) → Tuyến 8 (Hướng Moran)    | 4-2                |

## Xung quanh nhà ga
| Lối ra \| 나가는 곳 \| Exit \| 出口 | Lối ra \| 나가는 곳 \| Exit \| 出口 |
| ----------------------------------- | --- |
| 1                                   | Hồ Seokchon (Dongho) Hướng đi Jamsil |
| 2                                   | Songpa 1-dong |
| 3                                   | Trung tâm văn hóa phụ nữ Songpa Trung tâm cộng đồng Songpa 1-dong·Trung tâm an toàn công cộng Songpa 1 Bưu điện Songpa 1-dong Trường tiểu học Songpa |
| 4                                   | Hướng tới Garak-dong |
| 5                                   | Hướng tới Chợ Garak·Trung tâm thương mại Garak Trường tiểu học Garak                                                                                 |
| 6                                   | Lăng mộ cổ Baekje ở Seokchon-dong, Seoul Trung tâm cộng đồng Seokchon-dong Trung tâm An toàn Công cộng Seokchon Trường tiểu học Seokchon             |
| 7                                   | Seokchon-dong |
| 8                                   | Hồ Seokchon (Seoho) Hướng đi Seochonhosu-ro Bệnh viện Hansol                                                                                         |

## Hình ảnh

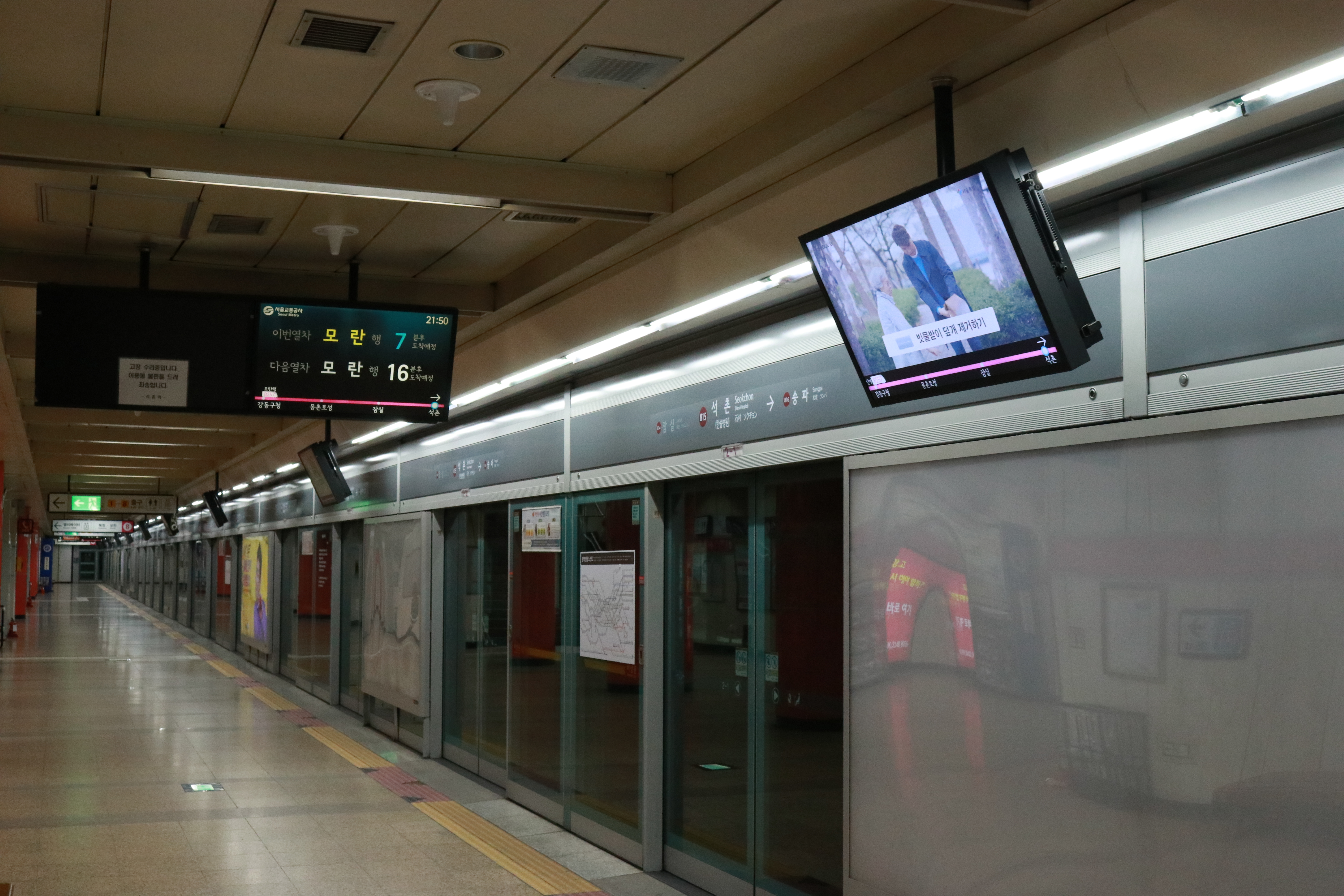
Sân ga Tuyến 8
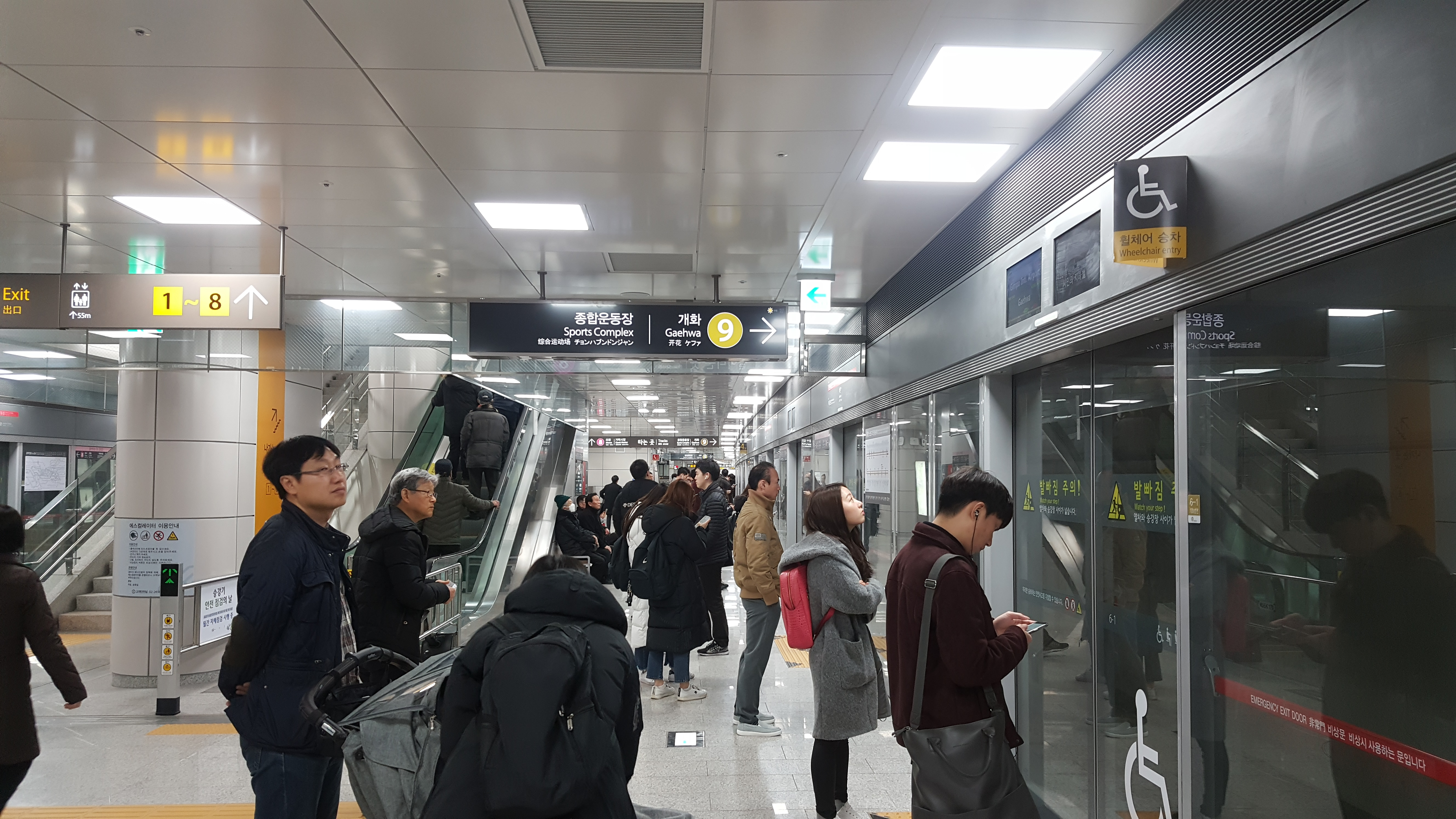
Sân ga Tuyến 9
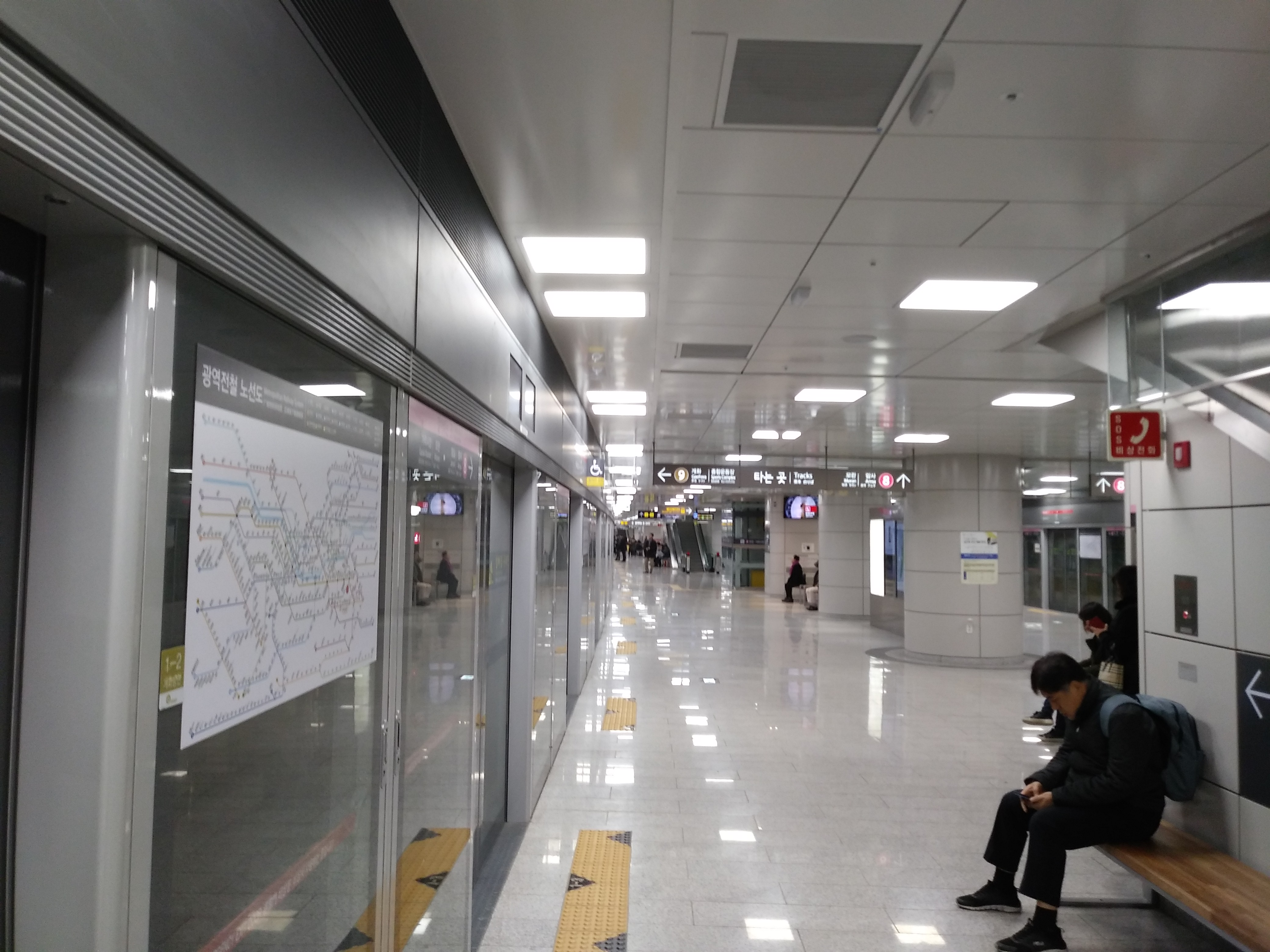
Sân ga Tuyến 9
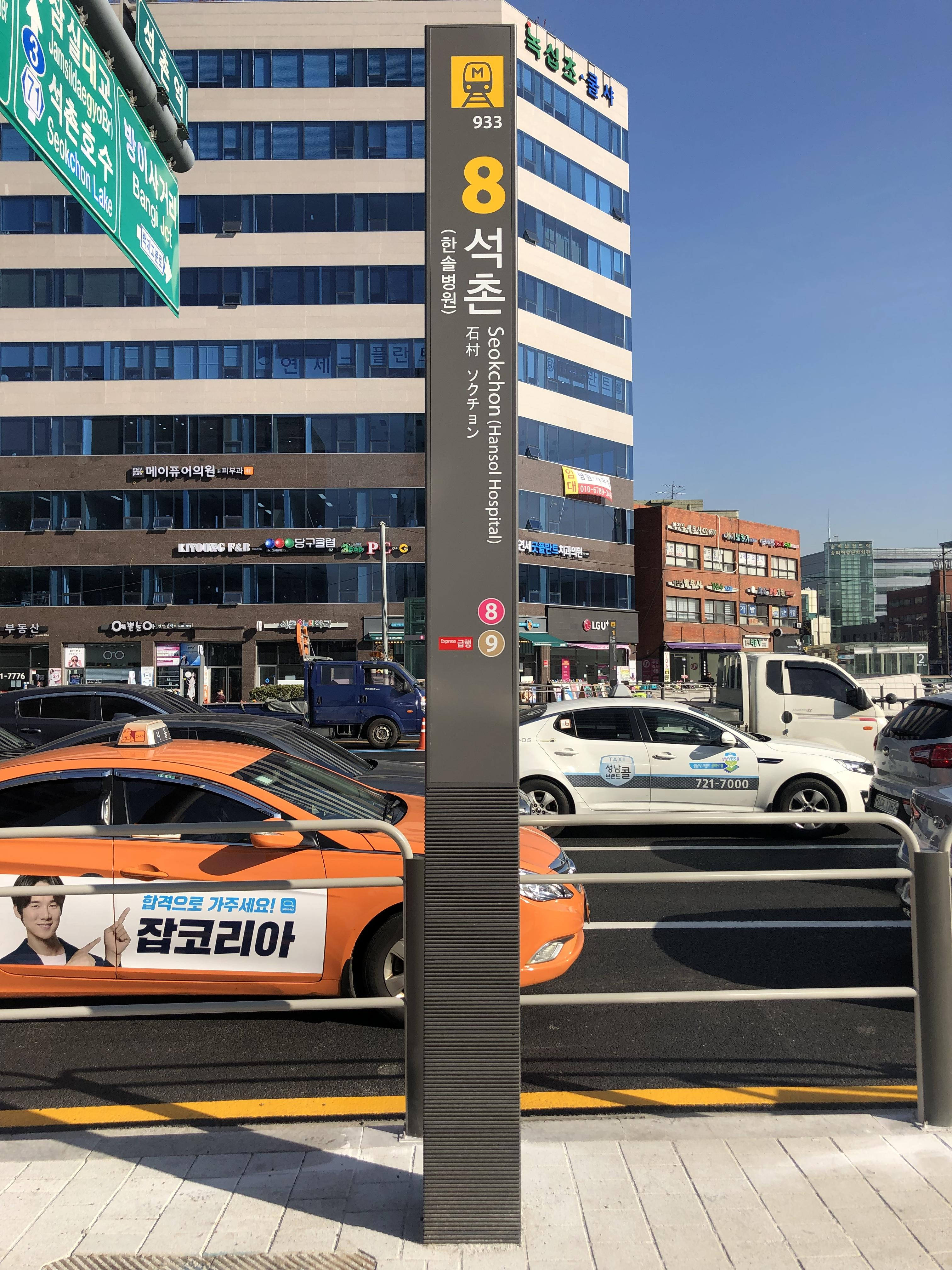
Bảng dấu hiệu lối ra 8 Tuyến 9
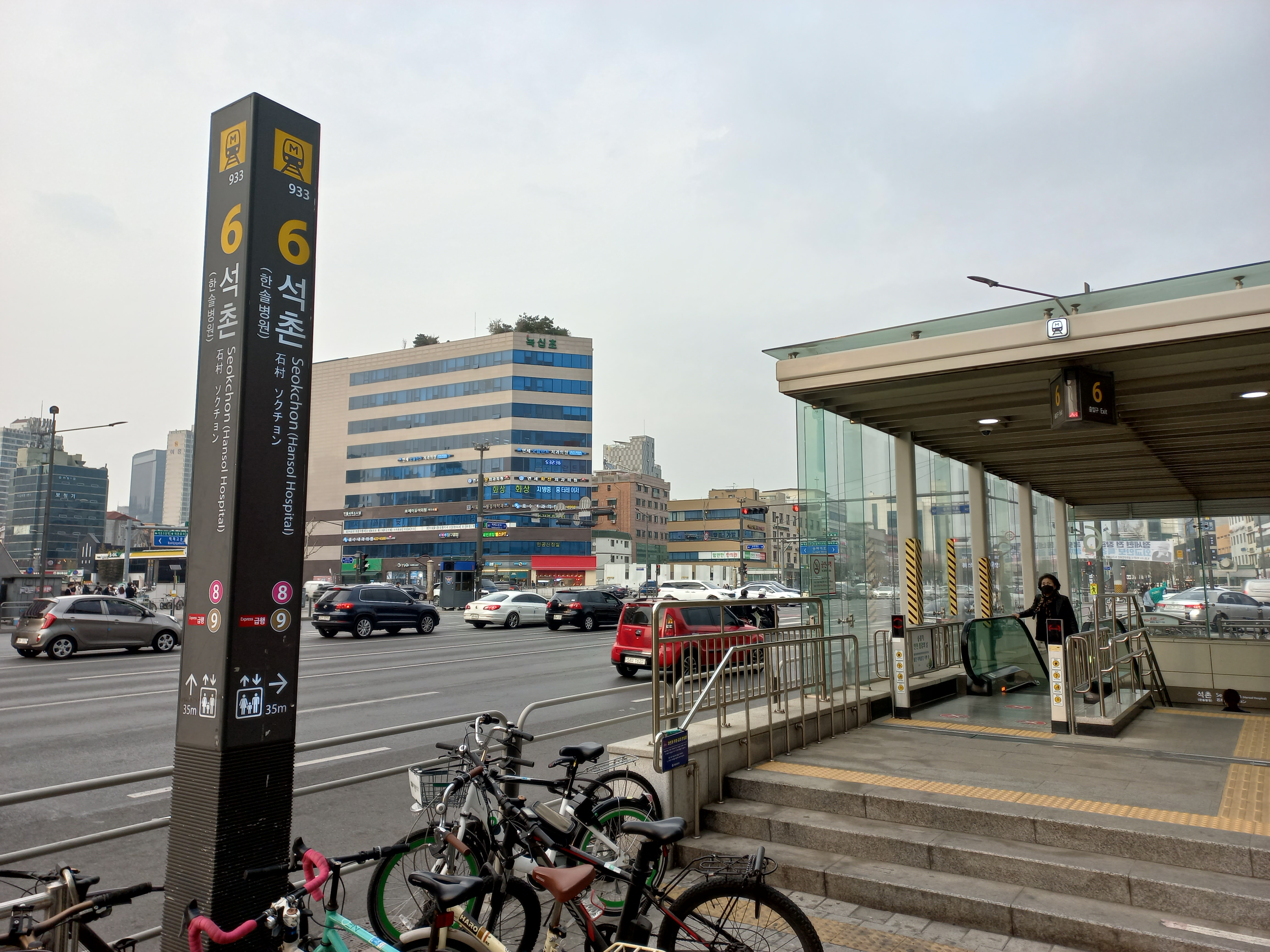
Lối ra 6
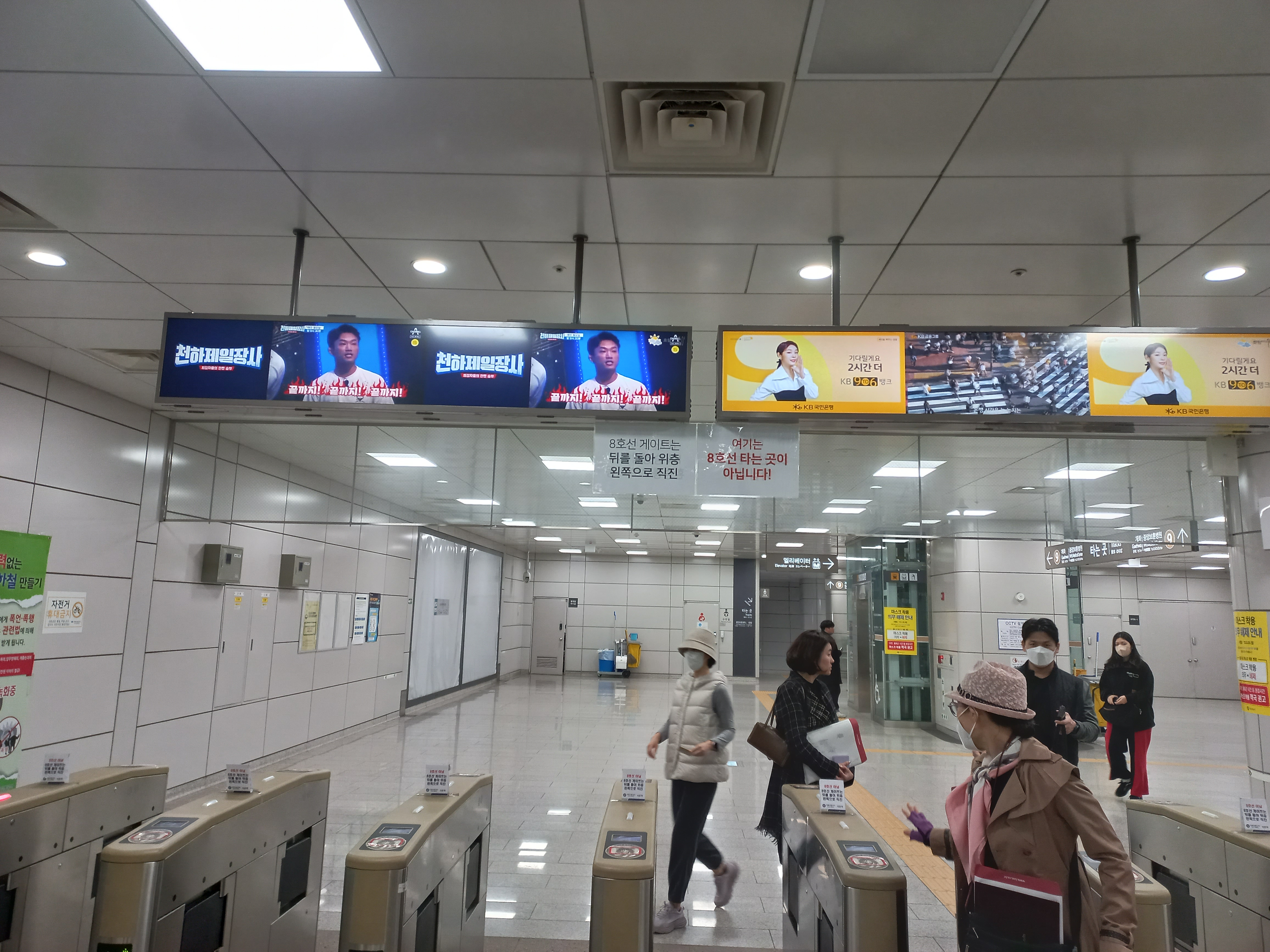
Cửa soát vé Tuyến 9